# Črmošnjiška jelka
Črmošnjiška jelka ali Kraljica Roga je z obsegom 600 cm druga najdebelejša jelka (Abies alba) v Sloveniji. V višino meri 44,7 m, njena lesna masa pa je ocenjena na 40,6 kubičnih metrov. Njena ocenjena starost je cca 260 let (izmerjeno leta 1998). Raste v bližini Roške žage v Kočevskem Rogu in je v dobrem stanju.
Po obsegu jo je na Slovenskem prekašala le Maroltova jelka na Pohorju, ki je imela obseg debla 605 cm.